# Omar Namsaoui
Omar Namsaoui (ur. 4 czerwca 1990) – marokański piłkarz, grający na pozycji prawego obrońcy. W sezonie 2020/2021 zawodnik Renaissance Berkane. 

## Kariera klubowa
Zaczynał w Maghrebie Fez, gdzie zadebiutował 27 listopada 2011 roku w meczu przeciwko JS Massira, przegranym 0:1.
27 grudnia 2012 roku wypożyczono go do Rai Beni Mellal. W zespole tym debiut zaliczył 5 stycznia 2013 roku w meczu przeciwko KACowi Kénitra, zremisowanym 1:1. Pierwszą asystę zaliczył 3 kwietnia 2013 roku w spotkaniu przeciwko zespołowi, z którego był wypożyczony (Maghreb Fez), zremisowanym 2:2. Omar Namsaoui asystował przy golu w 25. minucie. Pierwszą bramkę strzelił 15 kwietnia w meczu przeciwko Wydadowi Casablanca, wygranym 3:1. Najpierw asystował przy golu w 84. minucie, a 4 minuty później sam trafił do siatki. Łącznie w Beni Mellal rozegrał 10 ligowych meczów, strzelił jednego gola i raz asystował.
30 czerwca 2013 roku powrócił do Fezu, wtedy strzelił pierwszego gola i zaliczył pierwszą asystę. Pierwszą asystę zaliczył 26 kwietnia 2014 roku w meczu przeciwko Kawkabowi Marrakesz, przegranym 1:2. Asystował przy golu otwierającym wynik meczu w 13. minucie. Pierwszą bramkę strzelił 3 stycznia 2015 roku w meczu przeciwko KACowi Kénitra, wygranym 0:1. Jedyną bramkę w tym meczu strzelił w 85. minucie z rzutu wolnego. Łącznie w Fezie rozegrał 56 ligowych meczów, strzelił 5 goli i zanotował 7 asyst.
10 sierpnia 2016 roku przeniósł się do Renaissance Berkane. Zadebiutował tam 14 października 2016 roku w meczu przeciwko Chababowi Atlas Khénifra, przegranym 0:1. Pierwszą asystę zaliczył 4 listopada w meczu przeciwko FARowi Rabat, wygranym 0:1. Asystował przy golu w 56. minucie. Pierwszą bramkę strzelił 22 grudnia 2018 roku w meczu Afrykańskiego Pucharu Konfederacji przeciwko Al-Ittihad Tripoli, wygranym 0:1. Do siatki trafił w 78. minucie. W sezonie 2017/2018 zdobył z Renaissance Berkane Puchar Maroka, a w 2020 roku Afrykański Puchar Konfederacji. Łącznie dla zespołu z Berkane rozegrał 112 ligowych meczów, strzelił 4 bramki i zanotował 26 asyst.